# Ayrum
Ayrum là một đô thị thuộc tỉnh Tavush, Armenia. Dân số ước tính năm 2011 là 2397 người.